# Loredana (actrice)
Pour les articles homonymes, voir Loredana.
Loredana, de son nom complet Loredana Padoan, née à Venise le 19 mars 1924 et morte à Rome le 18 janvier 2016, est une actrice italienne,.

## Biographie
Loredana Padoan est née à Venise. Après des études d'enseignante, elle se dirige vers une carrière cinématographique dirigée par des réalisateurs comme Camerini, Guazzoni, Campogalliani et ayant comme partenaires des acteurs comme Alberto Sordi, Vittorio De Sica et Aldo Fabrizi. Après avoir tourné dans des seconds rôles, elle atteint la notoriété au début des années 1940 et se retire du cinéma à la fin de la décennie.

## Filmographie partielle
- 1939 :

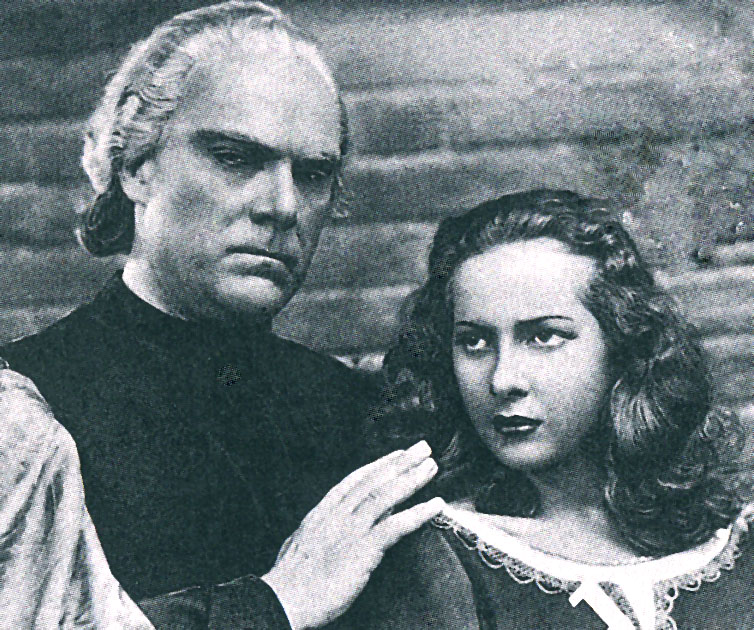
Memo Benassi et Loredana dans le film ' (1943) de Marco Elter

  - I grandi magazzini de Mario Camerini
  - Il carnevale di Venezia de Giuseppe Adami et Giacomo Gentilomo
- 1940 :
  - Scandalo per bene d'Esodo Pratelli
  - Ecco la radio!
  - La nascita di Salomè de Jean Choux
- 1941 :
  - Idillio a Budapest
  - L'elisir d'amore
  - Il re si diverte
  - La sonnambula
- 1942 :
  - La signorina de László Kiss
  - Musica proibita de Carlo Campogalliani
- 1943 :
  - La storia di una capinera
  - Il figlio del corsaro rosso de Marco Elter
  - Dente per dente de Marco Elter
  - Gli ultimi filibustieri de Marco Elter
  - Gioco d'azzardo
- 1944 :
  - La fornarina d'Enrico Guazzoni
- 1946 :
  - Sangue a Ca' Foscari
  - La gondola del diavolo de Carlo Campogalliani
- 1948 :
  - Emigrantes d'Aldo Fabrizi
  - Rocambole de Jacques de Baroncelli (1re époque)
  - La Revanche de Baccarat de Jacques de Baroncelli (2e époque)
  - Il ragno della metropoli - Rivincita di Baccarat
- 2003 :
  - The Artificial Drift